# Hieroteusz (Petrović)
Hieroteusz, imię świeckie Nikola Petrović (ur. 15 sierpnia 1971 r. w Sremskiej Mitrowicy) – serbski biskup prawosławny.

## Życiorys
Syn Jovana i Ljubicy Petroviciów. W 1997 r. ukończył Wyższą Szkołę Elektrotechniczną w Belgradzie. Po odbyciu zasadniczej służby wojskowej wstąpił następnie do monasteru Kovilj. Będąc w nim posłusznikiem, w 1999 r. podjął studia na Wydziale Teologicznym Uniwersytetu Belgradzkiego. 21 listopada 2003 r. został postrzyżony na mnicha przez biskupa Baczki Ireneusza, przyjmując imię zakonne Hieroteusz. W 2009 r. ukończył studia teologiczne, po czym udał się na dalsze studia do Aten, by uczyć się języka greckiego i kształcić w zakresie muzyki cerkiewnej. W 2011 r. uzyskał dyplom śpiewaka cerkiewnego w konserwatorium w Atenach. W tym samym roku uzyskał dyplom nauczyciela śpiewu cerkiewnego w szkole muzyki cerkiewnej archieparchii ateńskiej. W 2013 r. ukończył studia podyplomowe z zakresu muzyki bizantyjskiej, również w Atenach. Równocześnie rozpoczął naukę na studiach doktoranckich w zakresie teologii na Uniwersytecie Belgradzkim. Wykładał śpiew cerkiewnych i historię muzyki cerkiewnej w szkole muzyki cerkiewnej prowadzonej przez Serbski Kościół Prawosławny w Nowym Sadzie.
29 czerwca 2014 r. przyjął święcenia diakońskie z rąk biskupa jegarskiego Porfiriusza. 9 grudnia 2018 r. biskup Baczki Ireneusz wyświęcił go na hieromnicha.
W maju 2021 r. Sobór Biskupów Serbskiego Kościoła Prawosławnego nominował go na wikariusza patriarchy serbskiego z tytułem biskupa toplickiego. Jego chirotonia biskupia odbyła się 9 czerwca 2021 r. w soborze św. Sawy w Belgradzie pod przewodnictwem patriarchy serbskiego Porfiriusza.
W maju 2022 r. został przeniesiony na katedrę šabacką, a we wrześniu 2022 r. intronizowany.